# Маријенплац
Маријенплац (  — „Трг Богородице”) је трг у центру Минхена, Немачка. Био је главни градски трг од 1158. године.

## Историја
Од када је Минхен 1158. основао Хајнрих Лав, Маријенплац је био центар и срце града. Овде су се сусреле две главне улице, тако да је то било и јесте одлучујуће за развој и живот града током векова.
Током средњег века, пијаце и турнири су одржавани на Маријенплацу, који се првобитно звао Markth — „пијаца“, Schranne — „пијаца житом“ и касније Schrannenplatz — „трг жита“. Након што је поменута житна пијаца 1853. године пресељена у модерну халу Шране од стакла и гвожђа у близини Blummenstraße — „Цветне улице”, трг је добио ново име, почевши од 9. октобра 1854. године.
Током Другог светског рата, Маријенплац и околина су били тешко оштећени, укључујући и губитак историјских зграда на јужној страни. Рушевине на јужној страни трга су накнадно срушене, а грађевинска линија је делимично померена за неколико метара како би се створило више простора, посебно на источној страни трга. На месту Петерхофа саграђена је кућа Хугендубел, која је касније више пута обнављана. За изградњу робне куће седамдесетих година прошлог века морала је да уступи богато украшена кућа римског Мајра са претходног прелаза века.
Маријенплац је доживео промену изградњом пешачке зоне, која је отворена 1972. године. Ослобођен индивидуалног саобраћаја, Маријенплац је поново урбани центар Минхена. Стуб Богородице је померен више ка центру трга. Поводом Олимпијских игара, између 1971. и 1974. године, Ервин Шлајх је подигао кулу поред Старе градске куће по изгледу из 1462. Првобитни торањ Старе градске куће порушен је у Другом светском рату.

## Архитектура
Трг је добио име Стубу Богородице подигнутом у центру трга 1638. године, у спомен краја шведске окупације. Данас Маријенплацом доминира Нова градска кућа на северној страни и Стара градска кућа на источној страни.
Глокеншпил у торњу нове градске куће инспирисан је турнирима који су се одржавали на тргу током средњег века и привлачи милионе туриста годишње. Штавише, пешачка зона између Карлсплаца и Маријенплаца је испуњена продавницама и ресторанима. Само 2020. године овај симбол немачке је посетило 12 милиона туриста.

## Стуб Богородице
Стуб Богородице се налази на Маријенплацу у Минхену. Статуа Богородице се поштује као заштитница Баварске. Подигнут је 1638. године да прослави крај шведске окупације током Тридесетогодишњег рата, након одговарајућег завета војводе Максимилијана I од Баварске да ће подићи споменик ако војводски резиденцијални градови Минхен и Ландсхут буду поштеђени ратног разарања.
На врху стуба налази се златна статуа Девице Марије која стоји на полумесецу као Краљица Неба, израђема 1590. године. Фигура се првобитно налазила у Женској цркви. То је био први стуб овог типа изграђен северно од Алпа и инспирисао је изградњу других стубова Богородици у централној Европи.

## Божићна пијаца
Три недеље пре Божића отвара се божићна пијаца на Маријенплацу и другим трговима у граду, где се продају играчке, украси, божићна роба, храна и пиће. Божићна пијаца се дешава сваке године на Маријенплацу од настанка. 

## Галерија
- Улични знак
- Маријенплац у 17. веку
- Маријенплац током Божића
- Стуб Богородице
- Стуб Богородице

- Борба против змаја (глади)
- Борба против змије (невере)
- Борба против басилиска (куге)
- Борба против лава (рата)